# The Young Offenders
Pour plus de détails, voir Fiche technique et Distribution.
The Young Offenders est un film irlandais réalisé par Peter Foott, sorti en 2016. Il a fait l'objet d'une adaptation en série télévisée sous le titre The Young Offenders.

## Synopsis
Deux adolescents sur des vélos volés sont poursuivis par la police après la disparition d'une grande quantité de cocaïne.

## Fiche technique
- Titre : The Young Offenders
- Réalisation : Peter Foott
- Scénario : Jocelyn Clarke et Peter Foott
- Musique : Ray Harman
- Photographie : Patrick Jordan
- Montage : Colin Campbell
- Production : Peter Foott et Julie Ryan
- Société de production : Vico Films
- Pays :  Irlande
- Genre : Comédie dramatique et policier
- Durée : 83 minutes
- Dates de sortie : 
  -  Irlande : 16 septembre 2016

## Distribution
- Alex Murphy : Conor MacSweeney
- Chris Walley : Jock Murphy
- Hilary Rose : Mairead MacSweeney
- Dominic MacHale : le sergent Healy
- P.J. Gallagher : Ray le dealer
- Shane Casey : Billy Murphy
- Pascal Scott : Farmer
- Ciaran Bermingham : le surintendant Flynn
- Michael Sands : le père de Jock
- Cora Fenton : la mère de Jock

## Distinctions
Le film a reçu 8 nominations aux Irish Film and Television Awards et a reçu le Prix du meilleur scénario.